# Verbascosid
Verbascosid, auch Acteosid, ist eine natürlich vorkommende chemische Verbindung, ein sogenanntes Phenylethanoid-Glycosid bzw. Phenylethyl-Glycosid, das heißt, ein Glycosid, dessen Aglycon eine von 2-Phenylethanol abgeleitete Verbindung ist. Der Zuckeranteil des Glycosids ist bei Verbascosid ein derivatisiertes Glucose-Molekül und das Aglycon ist Hydroxytyrosol.

## Struktur
Verbascosid besteht aus einem zentralen Molekül Glucose, an welches Hydroxytyrosol, Kaffeesäure und als weiteres Monosaccharid, neben der zentralen Glucose, Rhamnose gebunden sind. Die zentrale Glucose liegt als β-D-Glucopyranose vor und ist über eine glycosidische Bindung mit dem Hydroxytyrosol verknüpft. Das Ring-Kohlenstoffatom C3 der zentralen Glucose ist über eine glycosidische Bindung mit der Rhamnose, welche in der Form der α-L-Rhamnose vorliegt, verbunden und die Hydroxygruppe des Ring-Kohlenstoffatoms C4 der zentralen Glucose ist mit der Kaffeesäure verestert.

## Geschichte

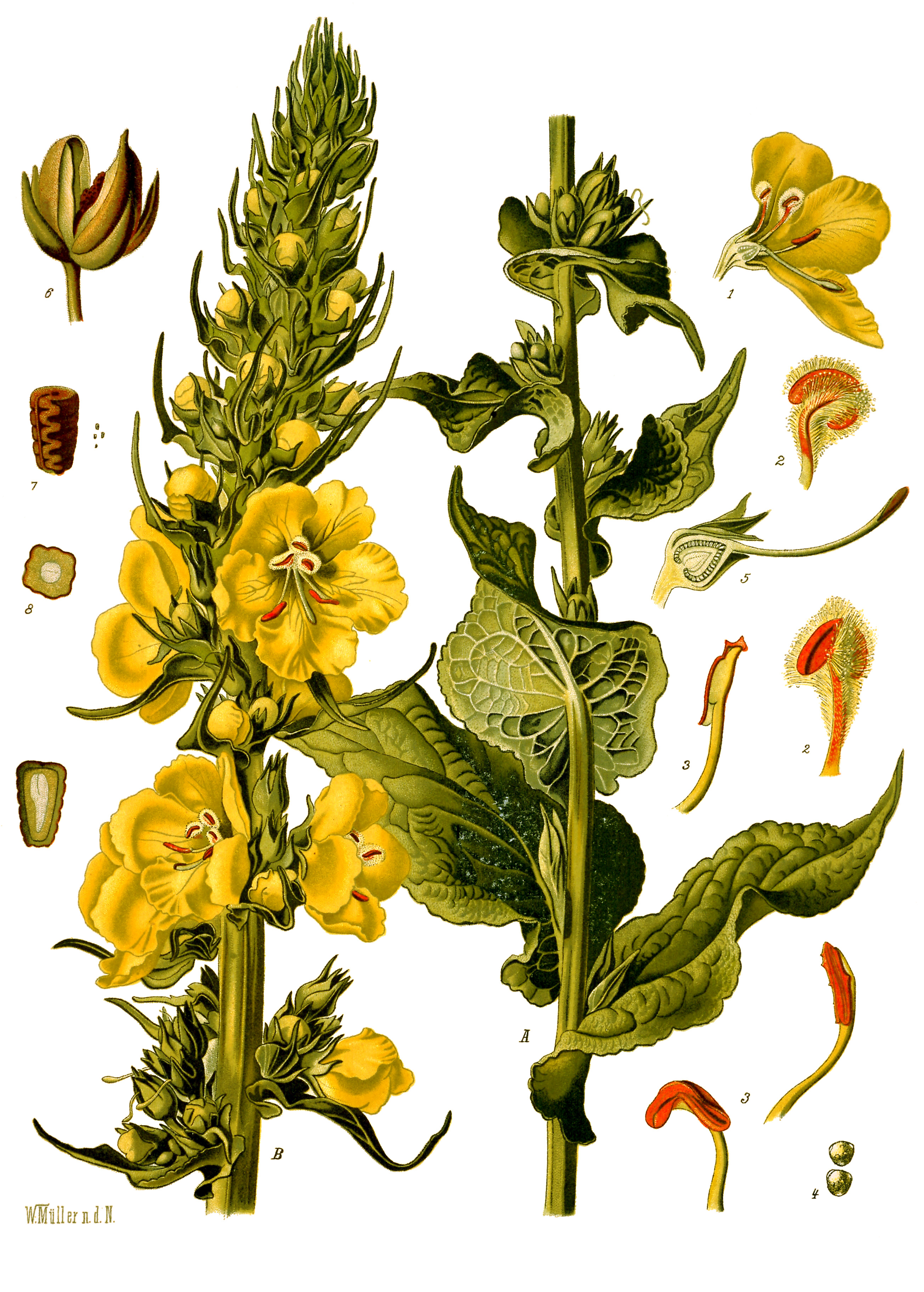
Windblumen-Königskerze

Verbascosid wurde erstmalig 1959 aus den Blüten der Windblumen-Königskerze (Verbascum phlomoides) isoliert. Hierbei wurde angenommen, dass es sich bei der isolierten Verbindung um ein Flavonol–3–glykosid handelt. Dass die Verbindung Glucose und Rhamnose enthält, wurde richtig erkannt. Der Name Verbascosid geht auf den wissenschaftlichen Gattungsnamen Verbascum der Windblumen-Königskerze zurück.

## Vorkommen
Verbascosid wurde in über 200 Pflanzenarten aus 23 Pflanzenfamilien gefunden. Es kommt z. B. in Königskerzen, im Gemeinen Flieder, im Olivenbaum, im Echten Eisenkraut, im Zitronenstrauch, in der Afrikanischen Teufelskralle oder im Blauglockenbaum vor.

## Eigenschaften
Verbascosid besitzt, ähnlich wie die Flavonoide, antioxidative, antimikrobielle und blutdrucksenkende Eigenschaften.